# 세계농아인연맹

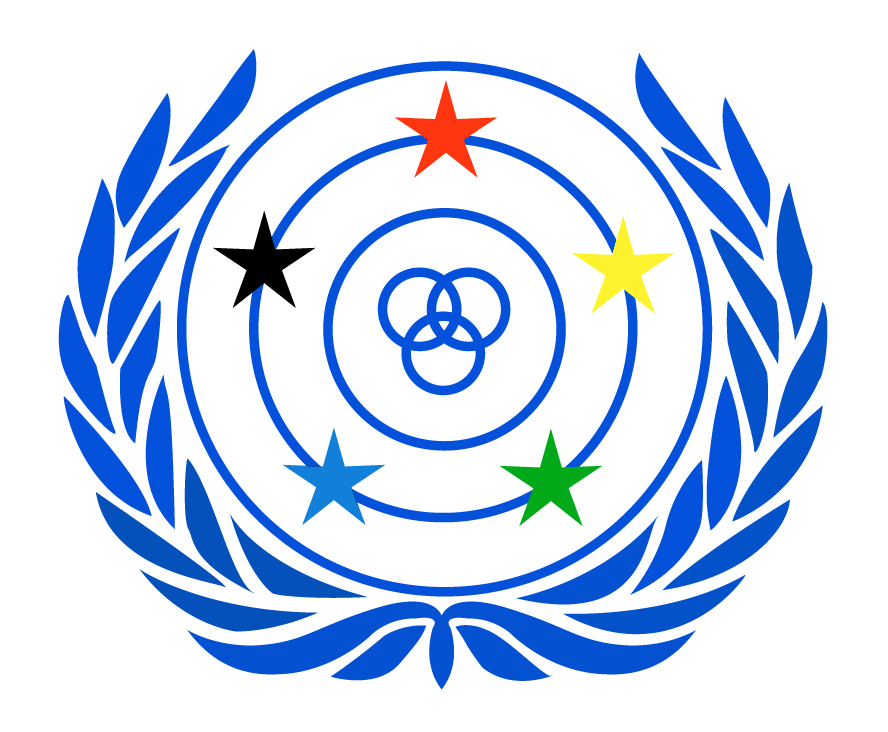

세계농아인연맹(World Federation of the Deaf, WFD)은 농아인의 권리를 지키자는 목적으로 1951년 이탈리아의 로마에서 설립된 세계 농아인 운동 단체이다. 4년마다 임원을 선출하는 이사회 및 세계 농아인 대회(World Congress of the Deaf)가 열린다. 현재, 약 120개국의 국가 농아인 단체가 가맹하고 있고 아프리카, 아시아, 라틴 아메리카 등에 지역 사무국이 놓여 있다. 유엔의 자문기관으로서의 역할을 가지며, 덧붙여 유엔의 마크를 로고에 응용한 것이 세계농아인연맹만으로 여겨진다.
현재 회장은 핀란드인인 마쿠 요키넨이다.
운동 단체로서 세계 각국에서 수화를 사용하는 농아인의 권리를 추진하고 있다. 대회의 언어로서 국제 수화와 영어라고 정해 있지만, 국제 수화의 보급에는 소극적이라고 말해진다. 그것은 아프리카 등 개발도상국에서는 자국의 수화의 지위가 약하기 때문에, 가능한 한 자국의 수화를 발전시키도록 장려하고 있는 이유에 의한다. 또 농아인 단체가 되어 있지 않은 나라에 대해서는 선진국이 전문가를 파견해 원조하고 있다.
1983년 10월, 세계농아인연맹은 전일본농아인연맹에 아시아태평양지역사무국(WFDRS A/P) 개설을 요청하였고 현재 미야모토 이치로는 WFD 아시아태평양 사무국장 직책을 맡고 있다.

## 세계농아인대회의 개최연도
| 회 | 년     | 개최국            | 개최도시    | 주제                                | 비고                     |
| -- | ------ | ----------------- | ----------- | ----------------------------------- | ------------------------ |
| 1  | 1951년 | 이탈리아          | 로마        | (없음)                              |                          |
| 2  | 1955년 | 유고슬라비아      | 자그레브    | (없음)                              |                          |
| 3  | 1959년 | 서독              | 비스바덴    | (없음)                              |                          |
| 4  | 1963년 | 스웨덴            | 스톡홀름    | (없음)                              |                          |
| 5  | 1967년 | 폴란드            | 바르샤바    | 청인들사이에의 농아인               |                          |
| 6  | 1971년 | 프랑스            | 파리        | 발전한 세계에서의 농아사람들        |                          |
| 7  | 1975년 | 미국              | 워싱턴 D.C. | 모든 농아인들에게 정규한 시민권을   | 아메리카에서 최초 개최   |
| 8  | 1979년 | 불가리아          | 바르나      | 현대 사회에서의 농아사람들          |                          |
| 9  | 1983년 | 이탈리아          | 팔레르모    | 농 오늘 및 내일: 현실 및 유토피아   |                          |
| 10 | 1987년 | 핀란드            | 에스포      | 하나의 세계 - 하나의 의무           |                          |
| 11 | 1991년 | 일본              | 도쿄        | 평등과 자기독립                     | 아시아에서 최초 개최     |
| 12 | 1995년 | 오스트리아        | 비엔나      | 인권을 향하여                       |                          |
| 13 | 1999년 | 호주              | 브리즈번    | 다양성과 일치                       | 대양주에서 최초 개최     |
| 14 | 2003년 | 캐나다            | 몬트리올    | 21세기로 기회과 도전을              |                          |
| 15 | 2007년 | 스페인            | 마드리드    | 수화를 통한 인권                    |                          |
| 16 | 2011년 | 남아프리카 공화국 | 더반        | 글로벌 농아인 부흥                  | 아프리카주에서 최초 개최 |
| 17 | 2015년 | 터키              | 이스탄불    | 인류의 다양성 증진                  |                          |
| 18 | 2019년 | 프랑스            | 파리        | 모두를 위한 수화 권리               | 2회 개최 도시            |
| 19 | 2023년 | 대한민국          | 제주시      | 위기의 시대와 인류 모두의 권리 보장 |                          |

## 한국농아인협회와 WFD의 관계
서울농아인협회는 1959년 세계농아인연맹(WFD)에 회원국으로 가입하였다. 1999년 7월 23일부터 31일까지 호주 브리스벤에서 개최된 제13회 세계농아인연맹(WFD) 정기총회에서 강주해 한국농아인협회 이사가 WFD 집행위원(1999년-2003년)으로 선임되어 국제화시대 한국 농아인의 국위 선양에 기여할 것으로 주목되고 있다. 그리고 당시 오원국 상임이사가 국내 농아인 복지 발전에 기여한 공로로 한국 최초로 WFD 공로상을 받았다.